# Sophora denudata
Sophora denudata là một loài thực vật có hoa trong họ Đậu. Loài này được Bory miêu tả khoa học đầu tiên.

## Hình ảnh

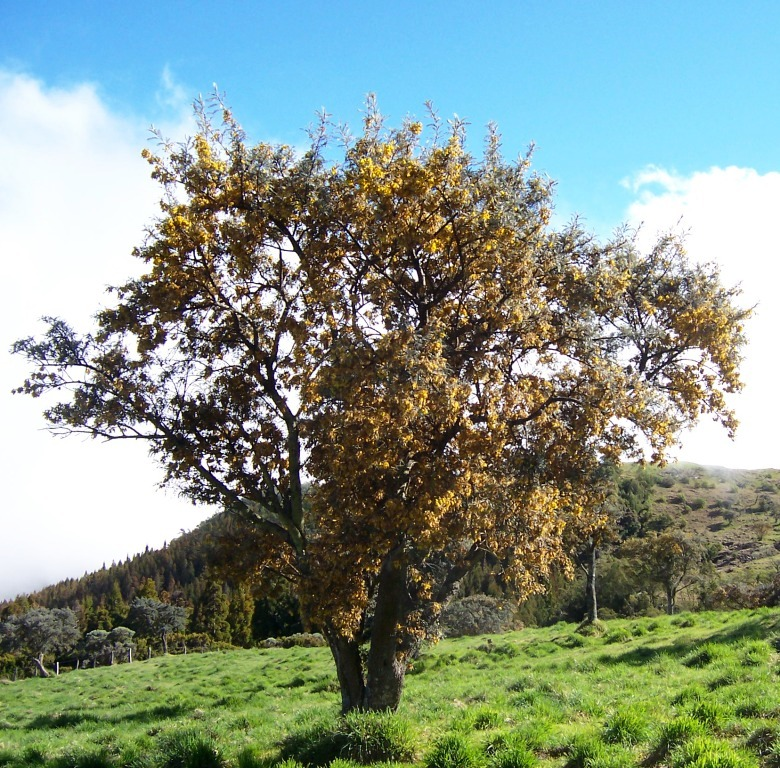
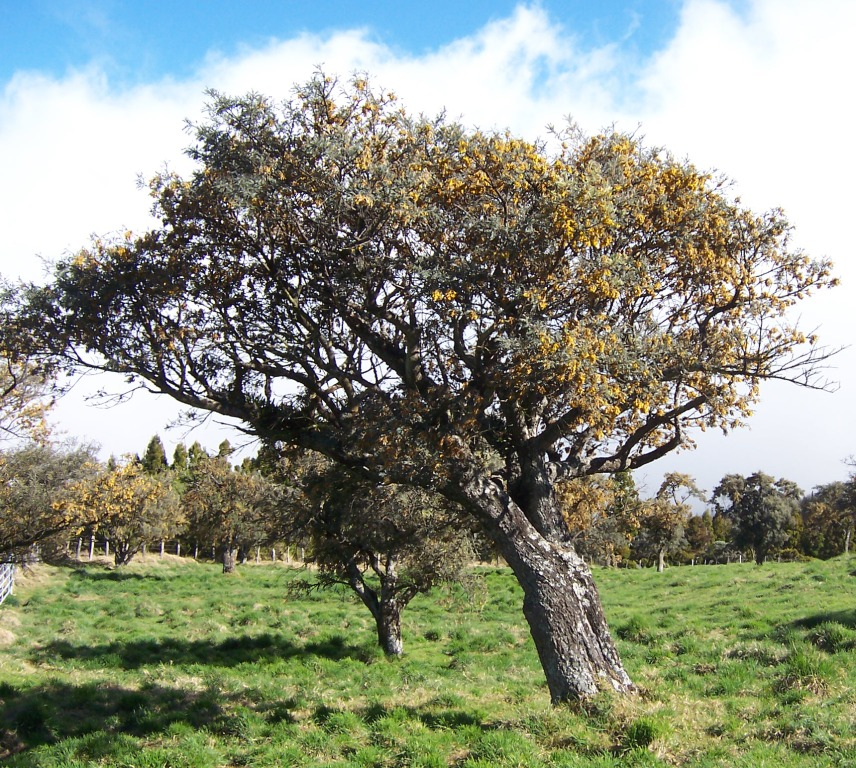
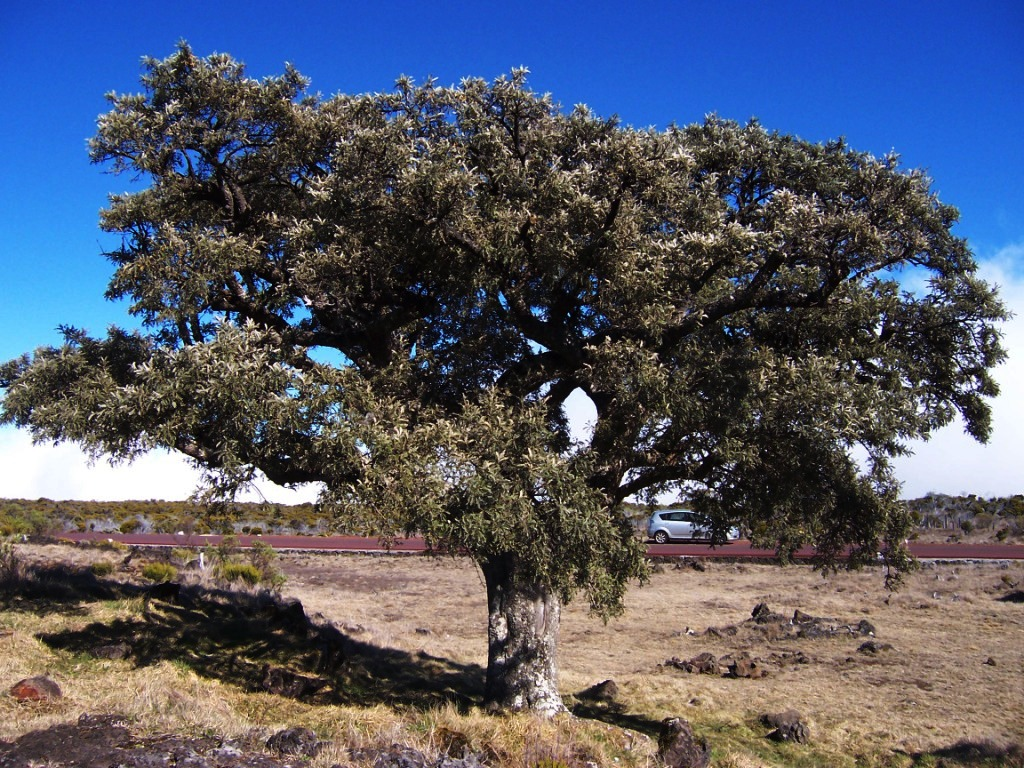